# Il turno
Pour plus de détails, voir Fiche technique et Distribution.
Il turno (titre français : Chacun son tour), est un film italien réalisé en 1981 par Tonino Cervi
Il est inspiré du roman éponyme de Luigi Pirandello

## Fiche technique
- Réalisation : Tonino Cervi
- Scénario : Nicola Badalucco, Tonino Cervi, Gianni Manganelli, Enrique Vàzquez
- Production : Piero La Mantia
- Montage : Nino Baragli
- Costumes : Lucia Mirisola
- Musique : Vince Tempera
- Date de sortie : 18 septembre 1981 (Italie)
- Genre : Comédie
- Durée : 95 minutes
- Pays de production : Italie

## Distribution
- Vittorio Gassman: Ciro Coppa
- Laura Antonelli: Stellina
- Bernard Blier: Don Marc-Antonio
- Giuliana Calandra: Rosa
- Gianni Cavina: Renato
- Turi Ferro: Don Diego alcozér
- Lila Kedrova: Maria
- Luigi Lodoli: Giulio
- Tiberio Murgia: Paolo
- Colette Shammah: Dana
- Paolo Villaggio: Don Pepe Alletto
- Milena Vukotic: Elena
- Margherita Horowitz: